# Roger A. Pielke
Roger A. Pielke, conosciuto anche come Roger A. Pielke Sr. (22 ottobre 1946), è un meteorologo statunitense.
È conosciuto per la sua posizione particolare sui cambiamenti climatici. Pur non condividendo le posizioni degli scettici, che negano questi cambiamenti o li attribuiscono esclusivamente o principalmente a cause naturali, Pielke ne riconosce la realtà e il ruolo importante rivestito dalle attività umane, ma ritiene che le emissioni di gas serra non siano il problema principale e che si debbano considerare anche altri aspetti delle attività umane.

## Biografia
Pielke ha studiato inizialmente alla Towson University, dove ha conseguito il Bachelor of Arts in matematica nel 1968. Successivamente ha studiato meteorologia alla Pennsylvania State University, dove ha conseguito il master nel 1969 e il Ph.D nel 1973. Nel 1971, mentre studiava ancora per il dottorato, ha cominciato a lavorare come ricercatore alla National Oceanic and Atmospheric Administration, incarico che ha ricoperto per tre anni. Nel 1974 è entrato come professore associato all'Università della Virginia, incarico che ha tenuto fino al 1981, anno in cui è diventato professore ordinario all'Università Statale del Colorado, dove ha trascorso la sua intera carriera accademica. Dal 1985 al 1988 ha ricoperto anche l'incarico di direttore del Cooperative Institute for Research in the Atmosphere (CIRA), struttura operante nella stessa università. Dal 1999 al 2006 ha ricoperto anche l'incarico di Climatologo di Stato del Colorado e dal 2003 al 2006 è stato anche professore di ricerca aggiunto all'Università Duke. Nel 2005 è stato nominato ricercatore anziano del Cooperative Institute for Research in Enviromental Sciences (CIRES), struttura dell'Università del Colorado a Boulder. Nel 2006 è andato in pensione lasciando l'insegnamento universitario ed è stato nominato professore emerito dell'Università statale del Colorado, ma ha mantenuto i suoi rapporti di collaborazione con il CIRES. Durante la sua carriera, Pielke si è occupato di studi sugli uragani, sull'interazione terra-atmosfera e oceano-atmosfera, sulla variabilità climatica e sui cambiamenti climatici; insieme a William R. Cotton, ha lavorato inoltre allo sviluppo del Regional Atmospherical Modeling System (RAMS), un sistema di modelli numerici di previsione meteorologica su mesoscala. Pielke ha fatto parte dell'American Meteorological Society e dell'American Geophysical Union. È stato autore, coautore o consulente editoriale di nove libri e ha pubblicato più di 400 articoli scientifici.
Pielke è sposato e ha avuto due figli, una femmina e un maschio; quest’ultimo, Roger A. Pielke Jr, è anche lui uno scienziato.

## Posizione sui cambiamenti climatici
Sui cambiamenti climatici, Pielke ha assunto una posizione critica verso il pensiero dominante della maggioranza dei climatologi, tuttavia non si ritiene uno scettico. Lo scienziato sottolinea che in passato il clima è cambiato più volte per cause naturali, ma a differenza di altri scienziati scettici ritiene che le attività umane non abbiano un ruolo secondario in questi cambiamenti, specie nell'epoca contemporanea. Pielke ritiene però che le emissioni dei gas serra e dell'anidride carbonica in particolare causate dalle attività umane, pur contribuendo all'aumento del riscaldamento globale, non siano le principali cause dei cambiamenti climatici in atto, ma che vi siano altre forzanti climatiche di origine antropica. Tra queste ultime, bisogna considerare la riduzione della copertura del suolo da parte della vegetazione (dovuta alla deforestazione, al pascolo eccessivo, ecc.) e le variazioni di utilizzo del suolo, con l'aumento di strade e costruzioni umane a discapito della vegetazione. Pielke ha criticato le valutazioni dell'IPCC, che secondo il suo parere hanno sopravvalutato l'attenzione sugli effetti dell'anidride carbonica di origine antropica e sono state troppo prudenti nel riconoscere l'importanza delle altre forzanti climatiche di origine umana. Pielke ritiene che il riscaldamento globale sia solo un aspetto parziale del cambiamento climatico in atto e che le analisi costi-benefici delle politiche energetiche riguardanti la riduzione delle emissioni dell'anidride carbonica e di altri gas serra di origine antropica dovrebbero essere considerate in un contesto più ampio che tenga conto anche delle altre forzanti climatiche di origine umana.

## Libri pubblicati

### Come autore o coautore
- Pielke, R.A.: Mesoscale Meteorological Modeling, 1st Edition, Academic Press, New York, 1984
- Pielke, R.A.: The Hurricane, Routledge Press, London, 1990
- Cotton, W.R. and Pielke R.A.: Human impacts on weather and climate, Cambridge University Press, New York, 1995
- Pielke, R.A.: A primer on weather and climate, 1995
- Pielke, R.A. Jr. and R.A. Pielke Sr.: Hurricanes: Their nature and impacts on society, John Wiley and Sons, England, 1997
- Pielke, R.A Sr.: Mesoscale meteorological modeling, 2nd Edition, Academic Press, San Diego, California, 2002

### Come consulente editoriale
- Pielke, R.A. and R.P. Pearce (Editors): Mesoscale modeling of the atmosphere, American Meteorological Society Monograph, Volume 25, 1994
- Pielke, R.A. Jr. and R.A. Pielke Sr. (Editors): Storms, Volumes I and II, Routledge Press, London, 2000
- Kabat, P., Claussen, M., Dirmeyer, P.A., J.H.C. Gash, L. Bravo de Guenni, M. Meybeck, R.A. Pielke Sr., C.J. Vorosmarty, R.W.A. Hutjes, and S. Lutkemeier (Editors): Vegetation, water, humans and the climate: A new perspective on an interactive system, Global Change – The IGBP Series Springer, 2002